# جيمس رانسومواري
جيمس رانسومواري (مواليد 2 أبريل 1971) هو مبارز بالسيف كندي، مثّل بلاده في الألعاب الأولمبية الصيفية 1996.

## روابط رياضية
جيمس رانسومواري على موقع أوليمبيديا (الإنجليزية)